# 940
Het jaar 940 is het 40e jaar in de 10e eeuw volgens de christelijke jaartelling.

## Gebeurtenissen
- Hugo de Grote, Herbert II van Vermandois en Willem I van Normandië komen in opstand tegen koning Lodewijk IV en erkennen Otto I in zijn plaats als koning.
- Al-Muttaqi volgt Ar-Radi op als kalief van de Abbasiden.
- Gaston I volgt zijn vader Centulus II op als burggraaf van Béarn.

## Geboren
- 10 juni - Abul Wafa, Perzisch wiskundige
- Hendrik III, hertog van Beieren en Karinthië, markgraaf van Verona
- Boudewijn III, medegraaf van Vlaanderen (jaartal bij benadering)
- Brian Boru, Hoge Koning van Ierland (1002-1014) (jaartal bij benadering)
- Gerberga II, Duits edelvrouw en abdis (jaartal bij benadering)
- Hildebold, bisschop van Worms (jaartal bij benadering)
- Hugo Capet, koning van Frankrijk (987-996) (jaartal bij benadering)
- Ibn Sahl, Perzisch wiskundige (jaartal bij benadering)
- Thorgeir de Wetgever, IJslands wetgever (jaartal bij benadering)
- Willigis, aartsbisschop van Mainz (jaartal bij benadering)

## Overleden
- Ibn Abd Rabbi (~80), Andalusisch dichter
- Ar-Radi, kalief der Abbasiden (934-940)
- Centulus II, burggraaf van Béarn (905-940)
- Kunigunde, Frankisch edelvrouw (jaartal bij benadering)